# Persoonlijke Standaard Uitrusting

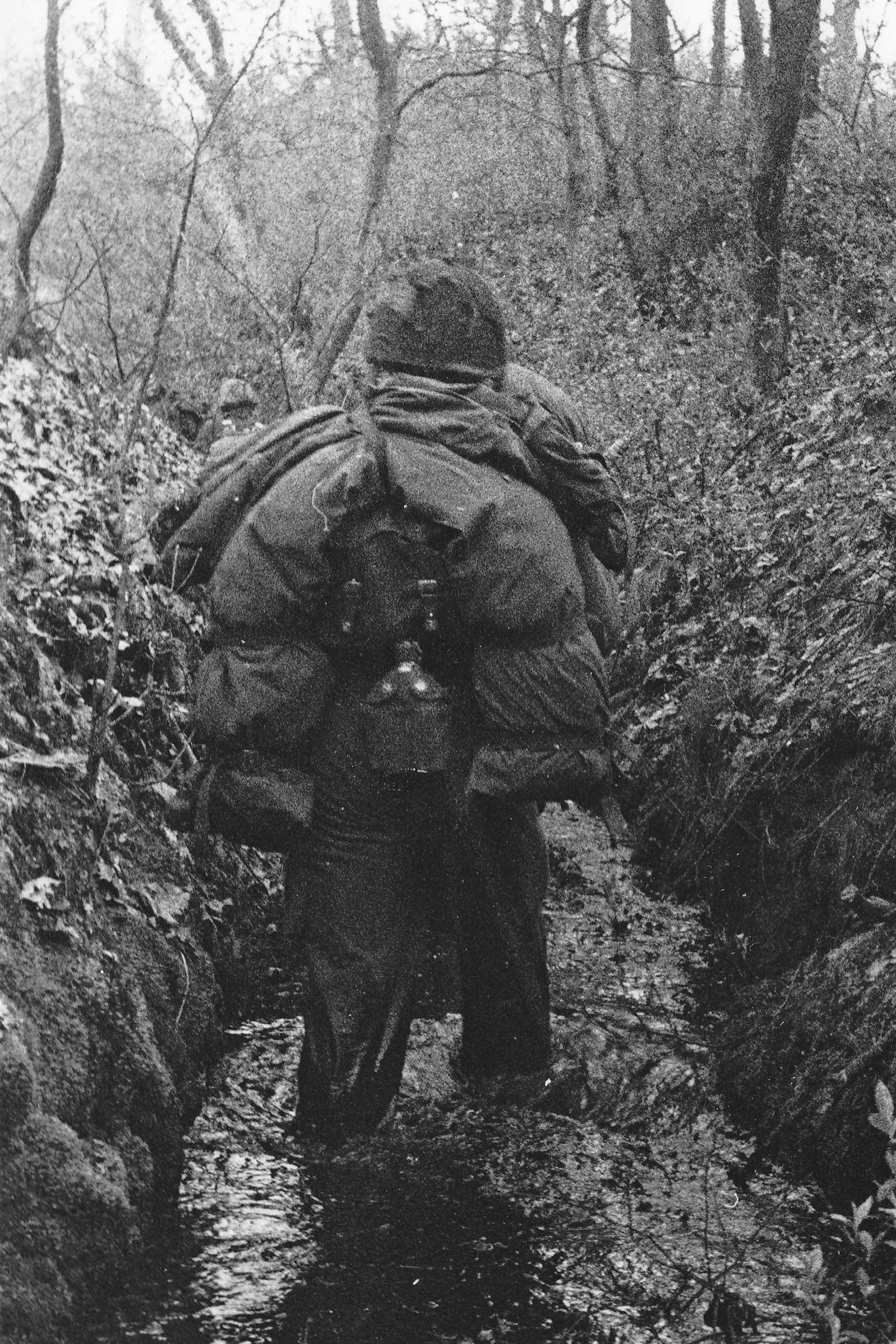
41ste Verbinding, A-compagnie, lijnpeloton, met volle bepakking in mei 1966

De Persoonlijke Standaard Uitrusting (PSU) was de uitrusting van de Nederlandse militair na de Tweede Wereldoorlog. Hij bestond uit kledingstukken en andere onderdelen. De materialen voor het gevechtstenue (gvt) waren zo veel mogelijk in de camouflagekleur legergroen uitgevoerd. Op de kazerne werd de uitrusting opgeborgen op en in de PSU-kast.

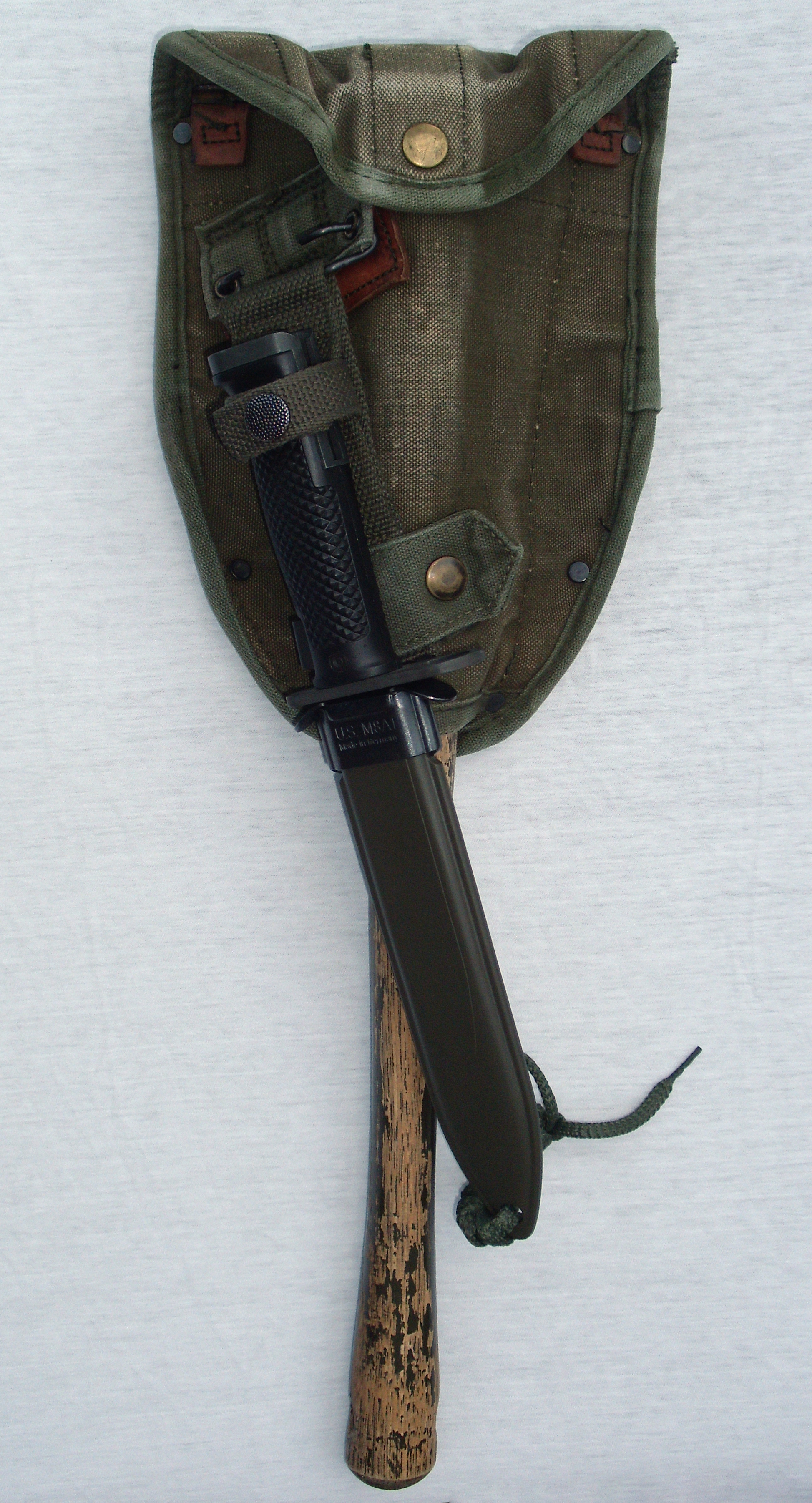
Entrenching Tool Carrier 4 (pioniersschep)

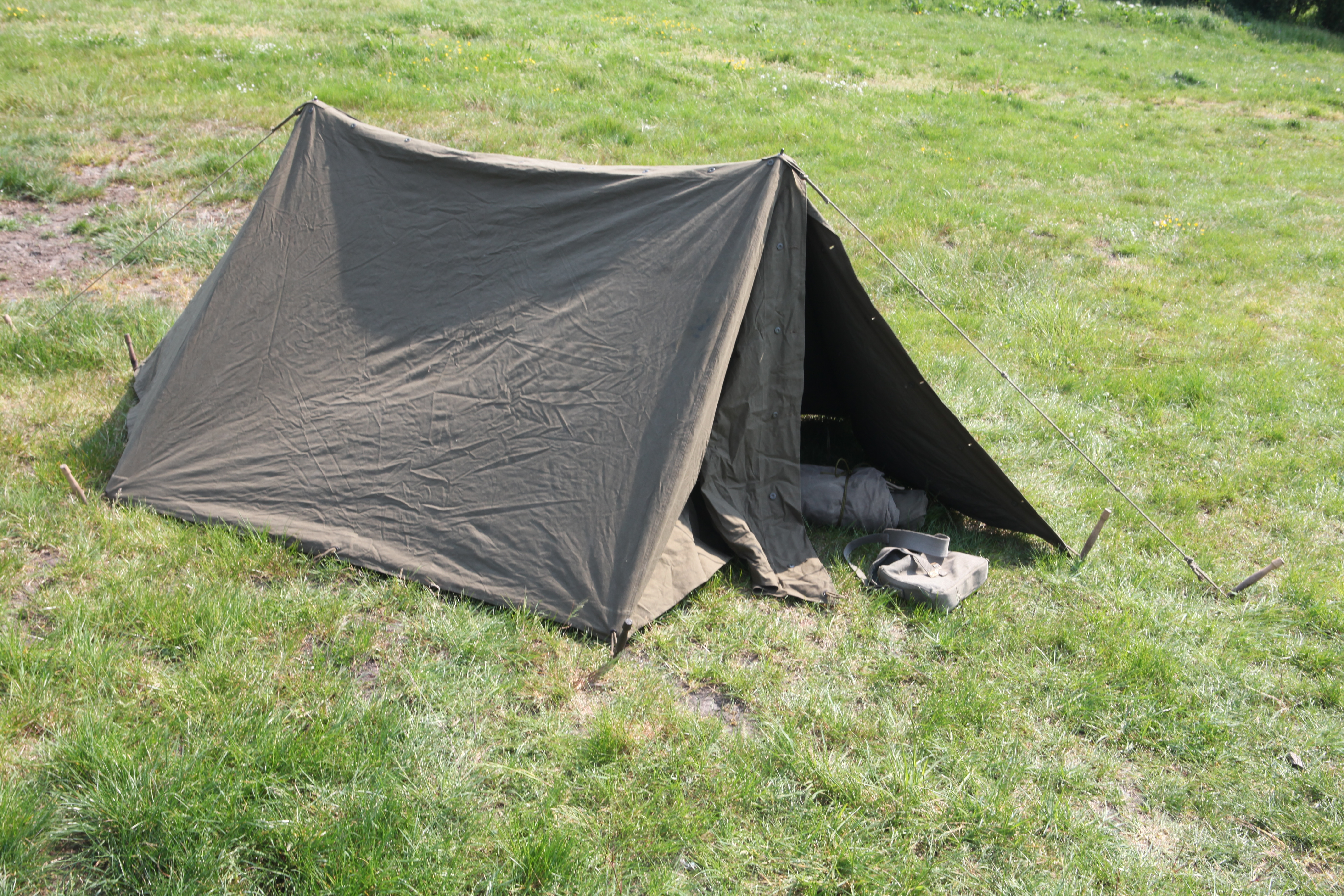
Nederlandse legertent 1955

Voor een landmachtmilitair zag de PSU-lijst er bijvoorbeeld als volgt uit:
Op de kast:
- ransel + 5 riemen
- gevechtstas M52 (pukkel)
- 2 patroontassen
- draagriemen
- pioniersschop
- tenthelft tweemanstent (puptent)

In de kast, vak 1
- 1 binnengevechtsjas
- 1 binnengevechtsbroek
- 3 stel ondergoed broek lang of kort, hemd met of zonder mouwen
- 1 sjaal wol (mutsdas)
- 2 of 3 overhemden
- 2 paar sokken
- 1 stropdas
- voorschriften en privé-eigendommen

In de kast, vak 2
- 1 stel ondergoed
- 1 zakdoek
- 1 handdoek
- 1 rantsoenzak
- 1 naaizakje met naalden, stopwol, garen
- 1 paar sokken
- etensblikken
- mes-lepel-vork
- vechtpet
- verbandpakje
- drinkbeker
- gelaatsnet

In de kast, vak 3
- 1 binnengevechtsjas
- 1 binnengevechtsbroek
- 1 pullover
- 1 stel ondergoed
- 1 zwembroek
- 2 zakdoeken
- 1 regenkap voor gevechtsjas (capuchon)
- 1 handdoek
- 2 paar sokken
- 1 paar handschoenen

In de kast, vak 4
- gasmasker
- veldfles
- onderhoudsmiddelen, zoals blanco
- bajonet

In de kast, vak 5
- 1 goederenzak  (plunjebaal)
- 1 gevechtsbroek
- 1 gevechtsjas
- 1 voering gevechtsjas
- 1 overall
- 2 sportbroeken
- 1 sportshirt

In de kast, vak 6
- 1 paar gevechtslaarzen
- 1 paar gymschoenen

In de kast, vak 7
- 2 paar bretels
- broek uitgaanstenue
- Jack uitgaanstenue
- 1 gevechtsbroek
- 2 gevechtsjassen
- 2 baretten
- helm en helmnet
- silhouetdoek
- (weekendtas)

Aan de kastdeur:
- toiletzakje

Op het bed:
- slaapzak M52
- dekens

Op de man:
Naast de kleding, afhankelijk van de weersomstandigheden, hoort hier bij:
- Koppel
- Dubbel herkenningsplaatje met ketting (1 × af te breken voor de administratie indien de militair overleden wordt aangetroffen)
- Dienstbril (alleen voor brildragenden)
- Militair paspoort en voor chauffeurs tevens rijbewijs in linker borstvak
- Zakmes in Linker-broekzak (eventueel met koord verbonden aan koordlus van de broek)
- Wapen

De militair werd geacht te velde naast standaard zijn wapen met munitie, gasmasker, binnen- en buitenhelm ook de nagenoeg complete uitrusting zelf mee te kunnen voeren, de uitdrukking is "met bepakking" of "met volle bepakking". Over de ransel en de pukkel wordt daaraan met 5 mantelriemen de "berenlul" vastgegespt, die bestaat uit de  slaapzak opgerold in de halve puptent.
Wat niet op de man werd meegevoerd, kon in de plunjebaal en separaat worden vervoerd, zoals het uitgaanstenue, sportkleding en een deken. In de PSU-kast bleven (of moesten worden ingeleverd):
- 2 onderhemden ZM
- 2 onderhemden M
- 2 onderbroeken K
- 2 onderbroeken L
- 3 overhemden
- 1 stropdas
- 3 sokken gvt
- 1 paar schoenen gym
- 1 helmnet (haarnet)
- 2 overalls (ch 3x)
- 1 sjaal wol